# Samuel Francis Du Pont

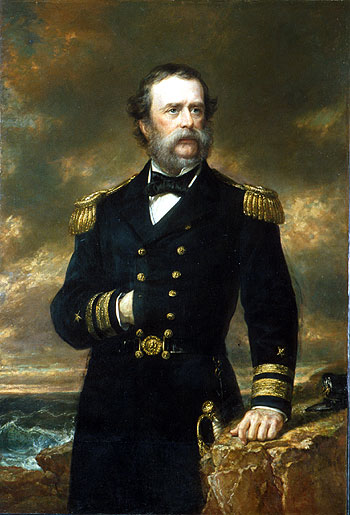
Samuel Francis Du Pont, Gemälde von Daniel Huntington, 1867–68, Öl auf Leinwand, National Portrait Gallery in Washington, D.C.

Samuel Francis Du Pont (* 27. September 1803; † 23. Juni 1865) war ein amerikanischer Marineoffizier, der bis in den Rang eines Rear Admirals (Konteradmirals) der US-Marine aufstieg. Er stammte aus der bekannten Du Pont-Familie. Er war das einzige Familienmitglied seiner Generation, das ein großgeschriebenes D im Namen trug. Er diente im Mexikanisch-Amerikanischen Krieg und im Sezessionskrieg, war Direktor der United States Naval Academy und unternahm erhebliche Anstrengungen, die US-Marine zu modernisieren.

## Frühe Jahre und Karriere zur See

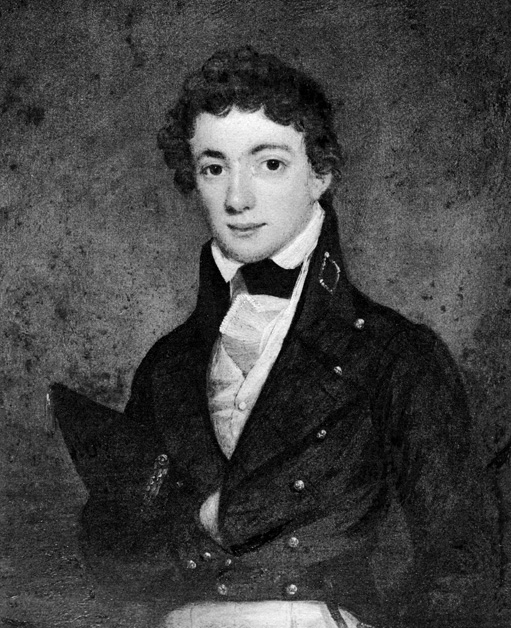
Du Pont als Midshipman

Du Pont wurde in Goodstay geboren, dem Familiensitz in Bergen Point, heute Bayonne in New Jersey. Er war das vierte Kind bzw. der zweite Sohn von Victor Marie du Pont (1767–1827) und Gabrielle Joséphine de la Fite de Pelleport (1770–1837).
Pierre Samuel du Pont de Nemours und Nicole Charlotte Marie Louise Le Dée de Rencourt (1743–1784) hatten drei Söhne: Victor Marie du Pont de Nemours (1767–1827), Paul François du Pont de Nemours (1769–1770) und der jüngste Eleuthère Irénée du Pont de Nemours.
Sein Onkel Eleuthère Irénée du Pont war der Gründer von DuPont, die als Fabrik für Schießpulver begann und heute ein internationaler chemischer Konzern ist.
Du Pont verbrachte seine Kindheit auf dem Anwesen seines Vaters in Louviers, dem gegenüber dem Brandywine Creek der Besitz seines Onkels einschließlich der Schießpulver-Fabrik Eleutherian Mills, nördlich von Wilmington, Delaware lag. Im Alter von neun Jahren besuchte er die Mount Airy Academy in Germantown, Pennsylvania. Allerdings war sein Vater nicht in der Lage, seine Ausbildung zu finanzieren und so wurde er darin bestärkt, sich bei der U.S. Navy anwerben zu lassen. Die engen Familienkontakte zu Präsident Thomas Jefferson sicherten im Alter von zwölf Jahren die Beförderung zum Midshipman durch Präsident James Madison und er setzte an Bord der USS Franklin die Segel, die ihn im Dezember 1815 zum ersten Mal aus Delaware herausführten.

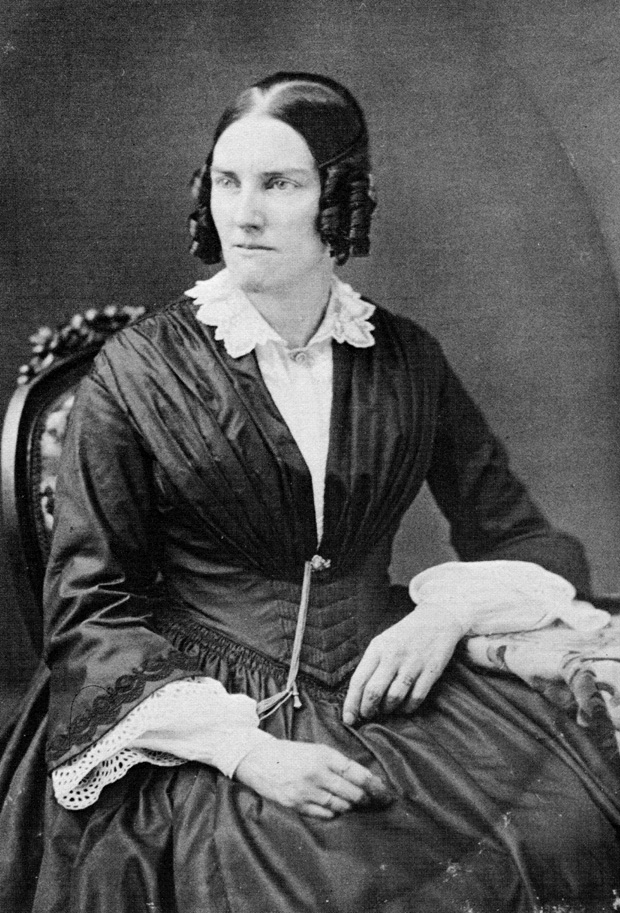
Sophie Madeleine du Pont, Fotografie von Mathew Brady

Da es zu jener Zeit keine Akademien für die Marine gab, lernte Du Pont Mathematik und Navigation zur See und wurde in der Zeit seines nächsten Einsatzes an Bord der Constitution ab 1821 zu einem erfahrenen Navigator. Anschließend diente er an Bord der Congress in den West Indies und entlang der Küste Brasiliens. Obwohl er noch nicht als Offizier eingesetzt war, wurde er 1825 während seines Dienstes auf der North Carolina, die mit ihrer Mission den Einfluss und die Stärke der Amerikaner im Mittelmeerraum demonstrieren sollte, zum Sailing master befördert. Bald nach seiner Beförderung zum Lieutenant (Leutnant zur See/Kapitänleutnant) im Jahre 1826 wurde er auf die Porpoise abgeordnet, kehrte dann aber für zwei Jahre nach Hause zurück, nachdem sein Vater 1827 gestorben war. Er diente ab 1829 auf der Ontario. Trotz der kurzen Zeit als Offizier begann Du Pont viele seiner Vorgesetzten offen zu kritisieren, indem er ihnen Inkompetenz vorwarf und dass sie ihre Positionen nur aus politischen Gründen erhalten hätten.
Nach seiner Rückkehr von der USS Ontario im Juni 1833 heiratete Du Pont Sophie Madeleine du Pont (1810–1888), seine Cousine ersten Grades, die Tochter seines Onkels Eleuthère Irénée du Pont. Da er nie ein Logbuch zu führen hatte, dient die umfangreiche Korrespondenz mit Sophie als zentrale Dokumentation seiner Operationen und Beobachtungen über den gesamten kommenden Verlauf seiner Karriere in der Marine. Von 1835 bis 1838 war er Executive Officer der USS Constellation und der USS Warren und kommandierte beide zusammen mit der USS Grampus in den Golf von Mexiko. 1838 bis 1841 schloss er sich der USS Ohio im Mittelmeer an. Im folgenden Jahr wurde er zum Commander (Fregattenkapitän) befördert und setzte mit der USS Perry die Segel nach China, war aber wegen einer schweren Krankheit gezwungen, nach Hause zurückzukehren und sein Kommando aufzugeben. Er kehrte im Jahr 1845 als Kommandant der USS Congress, dem Flaggschiff von Commodore Robert Stockton, in den Dienst zurück und erreichte während des Ausbruchs des Mexikanisch-Amerikanischen Krieges Kalifornien durch eine Seereise über die Hawaii-Inseln.

## Mexikanisch-Amerikanischer Krieg

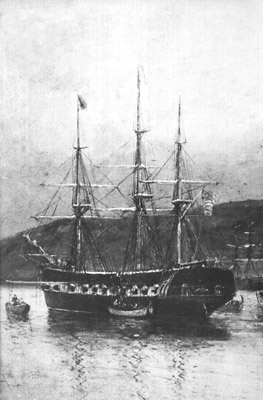
USS Cyane Taking Possession of San Diego Old Town July 1846, von Carlton T. Chapman (Ausschnitt)

Du Pont erhielt 1846 das Kommando über die USS Cyane und stellte schnell seine Fähigkeiten als Kommandeur von Seeschlachten unter Beweis. Dreißig feindliche Schiffe nahm er entweder ein oder zerstörte sie und räumte damit den Golf von Kalifornien. Du Pont transportierte Major John Charles Frémonts Truppen nach San Diego, wo sie die Stadt eroberten. Du Pont setzte dann seine Operationen entlang der Küste von Baja fort, dazu gehörte auch die Eroberung von La Paz und die Verbrennung zweier feindlicher Kanonenboote im Hafen von Guaymas trotz schwerem Beschuss. Er führte die Hauptlinie der Schiffe, die am 11. November 1847 Mazatlán einnahmen. Am 15. Februar 1848 startete er einen amphibischen Angriff auf San José del Cabo, was die Überwindung von drei Meilen (5 km) ins Landesinnere erforderte und trotz heftigen Widerstands ein belagertes Bataillon entlastete. In den letzten Kriegsmonaten erhielt er das Kommando über die kalifornische Seeblockade und wurde, nachdem er noch an einigen Landemanövern teilgenommen hatte, nach Hause befohlen.

## Zwischen den Kriegen
Du Pont diente im nächsten Jahrzehnt überwiegend an Land und seine Anstrengungen in dieser Zeit kamen der Modernisierung der US-Marine zugute. Er studierte die Möglichkeiten der Dampfmaschine und betonte die Ingenieurwissenschaften und Mathematik in den Lehrplänen, die er für die neu gegründete United States Naval Academy einführte. Er wurde zum Direktor der Akademie befördert, trat aber nach vier Monaten zurück, weil er der Ansicht war, dass dieses Amt eher jemandem entsprach, der dem Ruhestand näher war. Er war ein Fürsprecher einer beweglichen und offensiven Marine an Stelle der Hafenverteidigung, die dadurch größtenteils hinfällig wurde. Er überarbeitete außerdem Regeln und Vorschriften der Marine. Nachdem er in den Vorstand des United States Lighthouse Service berufen worden war, wurden seine Empfehlungen zur Modernisierung des veralteten Systems weitgehend vom Kongress der Vereinigten Staaten in einem Gesetzentwurf für Leuchttürme verabschiedet.
1853 wurde Du Pont zum Generaldirektor der Exhibition of the Industry of All Nations in New York City ernannt, die gemeinhin als erste Weltausstellung in den Vereinigten Staaten angesehen wird. Trotz internationalen Lobes löste die geringe Beteiligung schwere Schuldgefühle in Du Pont aus und er trat zurück.
Du Pont war ein begeisterter Anhänger der Marinereform, als er zur Unterstützung des Gesetzes zur Förderung der Effizienz der Marine von 1855 schrieb. Er wurde in die Naval Efficiency Board berufen und leitete die Entfernung von 201 Marineoffizieren ein. Als diese feurig gegen Freunde im Kongress sprachen, wurde Du Pont selbst zum Gegenstand heftiger Kritik und die darauf folgende Überprüfung der Entlassungen führte zur Wiedereinstellung von beinahe der Hälfte der Entlassenen.

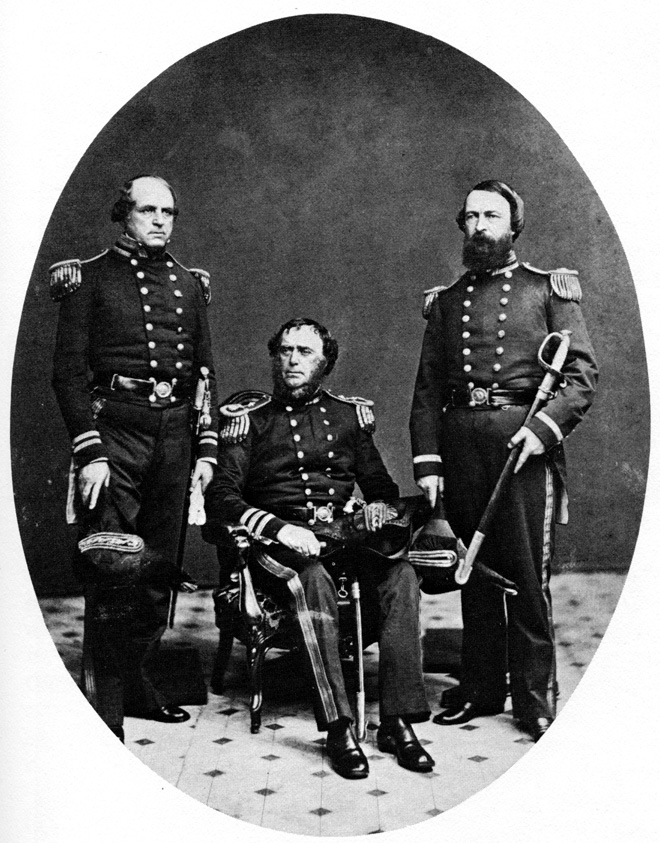
Die offizielle Abordnung zur japanischen Botschaft 1860: Du Pont (Mitte), abgebildet mit Sidney Smith Lee und David Dixon Porter

Du Pont wurde 1855 zum Captain (Kapitän zur See) befördert. Im Jahr 1857 erhielt er das Kommando über die USS Minnesota und wurde beauftragt William Reed, den US-Minister für China, zu seinem Posten nach Peking zu befördern. Du Ponts USS Minnesota war eines von siebzehn Kriegsschiffen, die China die westliche Stärke demonstrieren sollten und nachdem China nicht bereit war, den Forderungen nach einem besseren Zugang in ihre Häfen zu entsprechen, war er am 18. April 1858 Zeuge bei der Eroberung eines chinesischen Forts am Peiho River durch Franzosen und Engländer. Er segelte anschließend nach Japan, Indien und Saudi-Arabien und kehrte schließlich im Mai 1859 nach Boston zurück. Er spielte in diesem Jahr noch eine wichtige Rolle beim Empfang des japanischen Botschafters, den er während seines dreimonatigen Besuches durch Washington, Baltimore und Philadelphia begleitete. Diese Reise war ein Durchbruch, der Japan für amerikanischen Handel und Investitionen öffnete. Anschließend wurde Du Pont 1860 zum Kommandanten des Philadelphia Naval Shipyard ernannt. Er gedachte in diesem Posten bis zu seinem Ruhestand zu verweilen, aber der Ausbruch des Bürgerkriegs ließ ihn wieder in den aktiven Dienst zurückkehren.

## Amerikanischer Bürgerkrieg
Als die Verbindung nach Washington beim Ausbruch des Bürgerkrieges abbrach, ergriff Du Pont die Initiative, indem er eine Flotte zur Chesapeake Bay aussandte, um die Landung von Truppen der Union in Annapolis, Maryland zu schützen. Im Juni 1861 wurde er zum Präsidenten eines Rates ernannt, der gegründet worden war, um einen Plan von Marineoperationen gegen die Konföderation zu entwickeln. Er wurde zum Flag Officer befördert, als er sich auf der USS Wabash als Kommandant des südatlantischen Blockadegeschwaders befand. Es war von Norfolk, Virginia aus als die größte Flotte, die jemals von einem amerikanischen Offizier kommandiert wurde, gestartet. Am 7. November leitete Du Pont einen erfolgreichen Angriff auf die Befestigungsanlagen am Hafen von Port Royal in South Carolina. Dieser Sieg im Port Royal Sound ermöglichte den Seestreitkräften der Union, die Gewässer südlich von Georgia und die gesamte Ostküste von Florida zu sichern. Dadurch wurde eine effektive Blockade errichtet. Für seine brillanten taktischen Erfolge erhielt Du Pont Auszeichnungen vom US-Kongress und wurde am 16. Juli 1862 zum Rear Admiral (Konteradmiral) befördert.

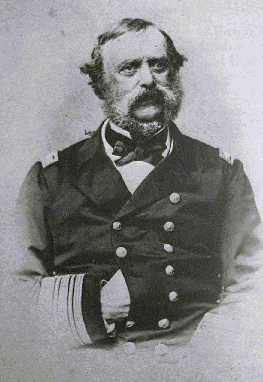
Fotografie von Du Pont, Oktober 1862

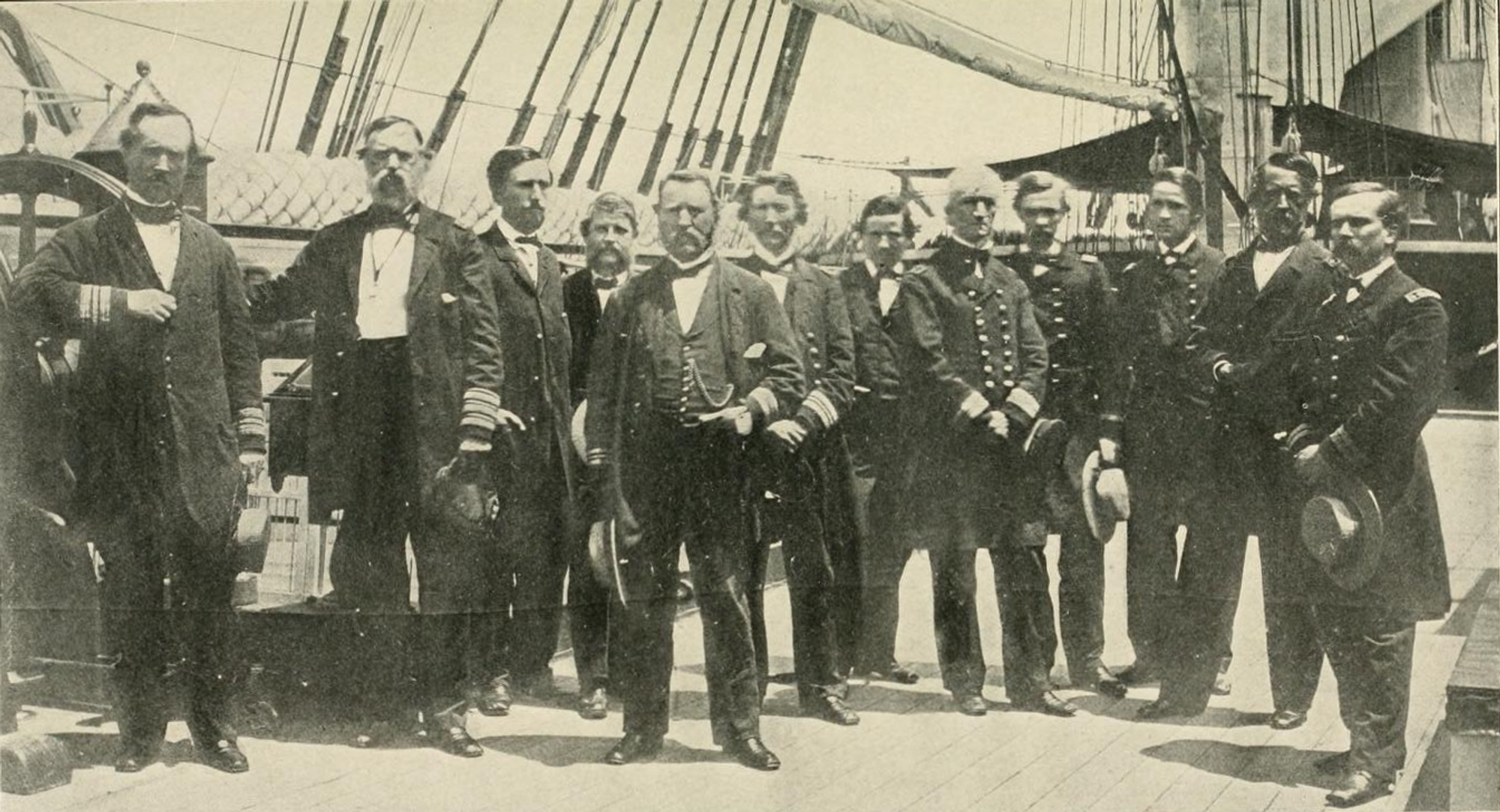
Du Pont und sein Stab

Gegen Ende des Jahres 1862 war Du Pont der erste US-Marineoffizier, der ein Kommando über Panzerschiffe erhielt. Obwohl er sie geschickt in Auseinandersetzungen mit anderen Schiffen kommandierte, leisteten sie mit ihrer kleinen Anzahl von Kanonen und der niedrigen Feuerrate schlechte Dienste beim Angriff auf Fort McAllister. Anschließend erhielt Du Pont direkten Befehl vom Navy Department, einen Angriff auf die Stadt Charleston in South Carolina zu starten, dem Ort, an dem mit dem Fall von Fort Sumter die ersten Schüsse des Bürgerkrieges gefallen waren und das Hauptareal, in dem die Blockade der Union erfolglos geblieben war. Obwohl Du Pont daran glaubte, dass Charleston nicht ohne erhebliche Unterstützung von Truppen an Land eingenommen werden konnte, griff er dennoch am 7. April 1863 mit neun Panzerschiffen an. Da es ihm unmöglich war, seine Schiffe richtig in den verstopften Kanälen, die zum Hafen führten, zu navigieren, wurden sie in ein heftiges Kreuzfeuer verwickelt, und er zog sie vor Einbruch der Dunkelheit zurück. Fünf seiner neun Panzerschiffe wurden durch den gescheiterten Angriff außer Gefecht gesetzt – und ein weiteres sank als Folge davon.
Der fehlgeschlagene Angriff auf Charleston erregte Aufsehen und der Marinestaatssekretär Gideon Welles kritisierte Du Pont. Dieser quälte sich mit seinem Scheitern und nach einem weiteren großen Einsatz, bei dem er ein Panzerschiff der Konföderierten versenkte, wurde er am 5. Juli 1863 auf seinen eigenen Wunsch des Kommandos enthoben. Obwohl er sich mit Hilfe des US-Abgeordneten von Maryland Henry Winter Davis den offiziellen Bericht der Marine über diesen Vorfall verschaffte, entwickelte sich eine letztlich ergebnislose Untersuchung des Kongresses zu einer Gerichtsverhandlung, ob Du Pont seine Schiffe falsch eingesetzt und seine Vorgesetzten fehlgeleitet habe. Du Ponts Versuch, die Unterstützung von Präsident Abraham Lincoln zu gewinnen, wurde ignoriert und er kehrte nach Hause nach Delaware zurück. Er ging wieder nach Washington, wo er kurz einem Rat angehörte, der Beförderungen der Marine einer Überprüfung unterzog.
Doch die nachfolgenden Ereignisse bestätigten wohl Du Ponts Einschätzung und seine Fähigkeiten. Ein späterer Angriff der US-Marine auf die Stadt scheiterte, obwohl er mit einer erheblich größeren Flotte gepanzerter Schiffe gestartet wurde. Charleston wurde schließlich erst durch die Invasion der Armee von General Sherman 1865 eingenommen.

## Tod und Gedenken

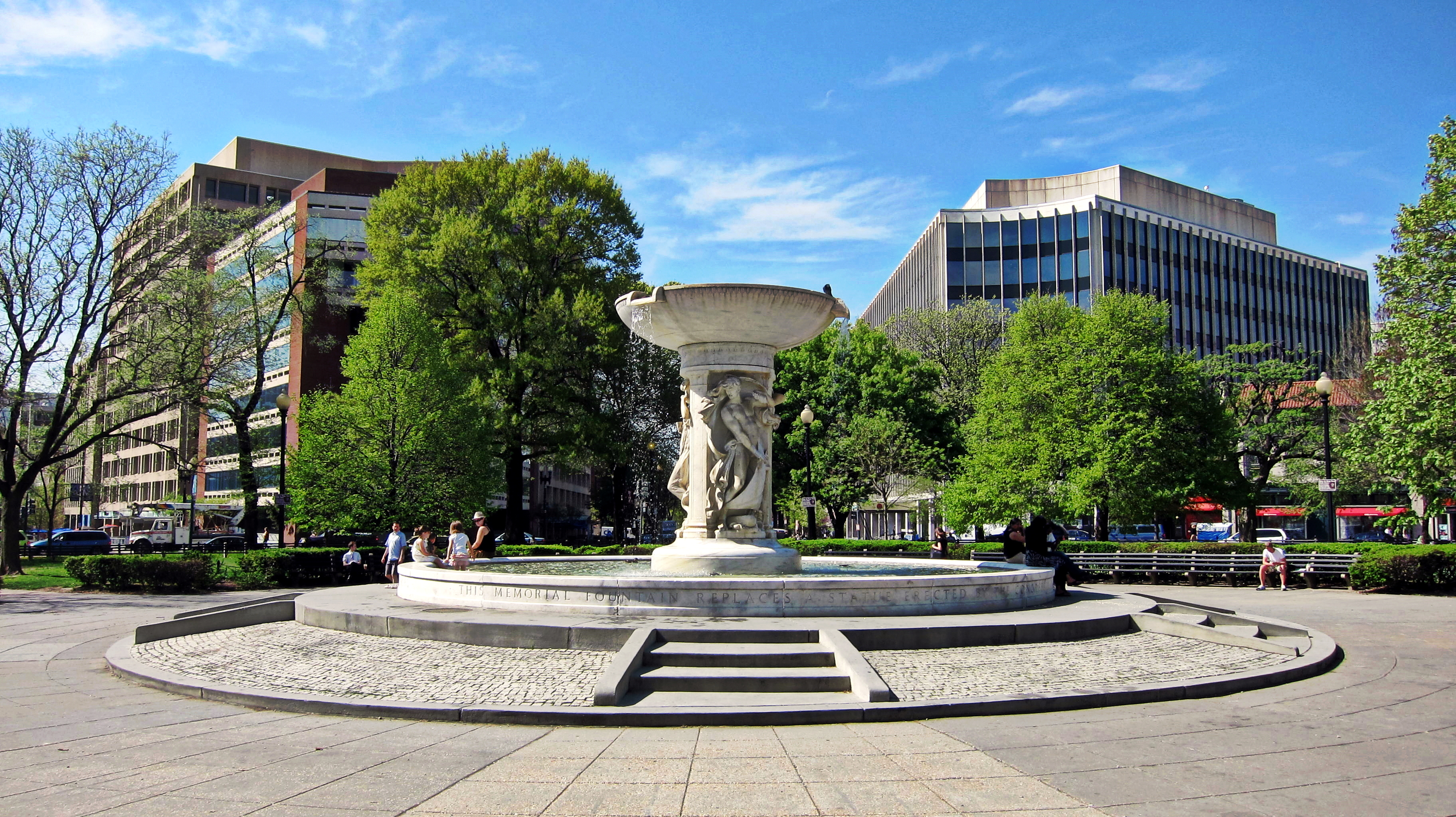
Dupont Circle in Washington, D.C.

Du Pont starb am 23. Juni 1865 während einer Reise nach Philadelphia und ist auf dem Familienfriedhof der du Ponts begraben. Der Friedhof liegt in der Nähe des Hagley Museums in Greenville, Delaware.
Im Jahr 1882, 17 Jahre nach dem Tod von Du Pont, begann der US-Kongress schließlich seine Dienste zu würdigen und ordnete die Errichtung einer Statue von ihm auf dem Pacific Circle in Washington an. Eine Bronzeskulptur Du Ponts, gefertigt von Launt Thompson wurde am 20. Dezember 1884 feierlich enthüllt und der Kreisverkehr in Dupont Circle umbenannt. Anwesend waren Präsident Chester Arthur und der Senator von Delaware Thomas F. Bayard. Obwohl der Kreis immer noch seinen Namen trägt, wurde die Statue von der du Pont-Familie im Jahre 1920 nach Wilmington, Delaware gebracht und durch einen von Daniel Chester French entworfenen Springbrunnen ersetzt, der 1921 eingeweiht wurde.
Fort du Pont in der Nähe von Delaware City, Delaware, und die Zerstörer USS Du Pont DD-152 and DD-941 wurden alle nach ihm benannt. Darüber hinaus ist auch eine Schule (PS 31 Samuel F Dupont School) in Greenpoint (Brooklyn, NY) nach ihm benannt.